# 水葬銀貨のイストリア
『水葬銀貨のイストリア』は、ウグイスカグラより2017年3月24日に発売された18禁美少女アドベンチャーゲーム。

## あらすじ
海上に作られた人工島である水の都・アメマドイでは一見、華やかで彩りのある美しい町並みだが、様々な陰謀が渦巻く。

## 登場人物
茅ヶ崎英士（ちがさき えいし）
本作の主人公。。
煤ヶ谷 小夜 （すすがや さよ）
声 - 御苑生メイ
主人公とは幼馴染で一時期は義理の妹で父親から引き継がれた借金を抱えているので夜はカジノ施設でアルバイトする。
汐入 玖々里 （しおいり くくり）
声 - くすはらゆい
主人公の家に居候する儚い容姿の少女。
茅ヶ崎 夕桜 （ちがさき ゆうら）
声 - 秋野花
主人公の妹。
小不動 ゆるぎ （こゆるぎ ゆるぎ）
声 - 桜似あかり
茅ヶ崎夕桜のクラスメイトで意志が強い。
八椚 紅葉 （やつくぬぎ くれは）
声 - 藤崎紗矢香
悲劇を探し求めて存在するアメマドイに滞在する道楽家。
神峯 灯 （こうのみね あかり）
声 - 綾瀬あかり
八椚紅葉に従う秘書。
久末 紫子 （くまつ ゆかりこ）
声 - 唯香
九松病院院長・久末道理の娘。カジノのオーナーを務めていて黒い噂が付きまとう。
進藤 和奏 （しんどう わかな）
声 - ヒマリ
主人公のクラスメイトで花火師を志す。
井土ヶ谷 祈吏 （いどがや いのり）
声 - 赤井リア
煤ヶ谷小夜の幼なじみであり後輩でかつては重病を患っていた。
久末 紫乃 （くまつ しの）
声 - 東かりん
謎めいた少女の外観だが素性は不明。
安針塚 いつみ （あんじんづか いつみ）
声 - 藍川珪
主人公たちが通う 河水冠学園 の化学教師。
茅ヶ崎 征士 （ちがさき まさし）
声 - 桂艶丸
主人公の父、陰謀に巻き込まれる。

## 制作

### セッティング
本作の内容は重苦しく鬱々としていることに加え、影のあるヒロインが大半を占める中、主人公の妹・夕桜は奇抜な人物として描かれており、序中盤までの物語のかじ取りに大きく貢献したとシナリオライターのルクルはげっちゅブログの中で振り返っている。

### キャスティング
主人公の妹・夕桜役には、ウグイスカズラの指名により秋野花が起用された。あまりにもテンションの高いキャラクターとして設定されていたため、収録前は期待と不安の両方があったと秋野はげっちゅブログに寄せた記事の中で振り返っている。その後、夕桜の笑顔の裏側を知って「全力で『何も考えていない』をしよう」と腹をくくり、演技にあたってはアドリブ感を意識したと秋野は振り返っている。ルクルも、「日常支える光として、彼女の突き抜けた明るさはどうしても必要で、無事狙い通りキャラクターが動いてくれたのは、秋野様が生き生きとした声を与えてくれたおかげだと思っております。」と述べている。

## スタッフ
- キャラクターデザイン・原画 - 桐葉、漆原六花、あまみね、なたーしゃ
- シナリオ - ルクル